# Svend Blach
Niels Svend Blach (* 6. Dezember 1893 in Kopenhagen; † 10. Dezember 1979 in Kopenhagen) war ein dänischer Hockeyspieler, der 1920 mit der dänischen Nationalmannschaft Olympiazweiter wurde.

## Sportliche Karriere
Bei den Olympischen Spielen 1920 in Antwerpen traten vier Mannschaften an. Die Dänen unterlagen in ihrem ersten Spiel den Briten mit 1:5. Nach Siegen gegen die Franzosen und gegen die Belgier belegten die Dänen den zweiten Platz und gewannen die bis 2016 einzige olympische Medaille für Dänemark im Hockey. Svend Blach erzielte 1920 sieben Tore und war damit erfolgreichster Schütze seiner Mannschaft.
Svends Bruder Ejvind Blach gehörte 1920 ebenfalls zum dänischen Aufgebot. Sein kleinster Bruder Arne Blach nahm 1928 und 1936 am olympischen Hockeyturnier teil. Alle Brüder spielten für Københavns Hockeyklub.